# Акулевская волость
Аку́левская волость — волость Чебоксарского уезда Казанской губернии. 

## География
По состоянию на 1890 год волость граничила на севере с землями Алымкасинской и Посадско-Сотниковской волостей, на востоке — с землями Покровской волости, на юге — с землями Воскресенской волости и Цивильской волости Цивильского уезда, на западе — с землями Тогашевской волости.

## История
Чебоксарский уезд был разделён после 1796 года на 11 волостей: Акулевскую, Алымкасинскую, Богородскую, Воскресенскую, Никольскую, Покровскую, Помарскую, Помьялскую, Посадско-Сотниковскую, Тоганашевскую и Чебоксарскую.

В 1921 году, 19 января в селе Акулево Чебоксарского уезда началось выступления крестьян — Чапанское восстание, 22 января оно охватило Цивильский, 24 января — Ядринский уезды.

## Состав
Список селений на 1860—70-е годы
- д. Арманкасы
- д. Илеменево
- д. Коснарпоси
- д. Липсеры
- д. Мамалаево
- д. Пихчурино  (Ердово)
- д. Пихчурино  (Таушкасы)

Список селений волости на 1917 год
- д. Алатырькасы
- д. Анаткасы  (Горушкино)
- д. Арманкасы
- д. Атлашево  (Татаркасы)
- с. Байбахтино]]  (Шоршелы)
- д. Байсубаково  (ныне Заднее Байсубаково и Переднее Байсубаково)
- д. Большое Камаево
- д. Василькасы  (после 1917 года не значится — см. Задние Сятры)
- д. Верхняя Ирх-Сирма  (Тугас)
- д. Верхние Магази
- сл. Вороновская
- д. Вторая Ураева-Магазь
- д. Ельниково
- д. Ердово  (Пихчурино)
- д. Задние Сятры
- д. Ирх-Сирма  (ныне Ирх-Сирмы-Ронги)
- д. Коснарпось  (Коснарбоси)
- д. Кочино
- д. Лагери
- д. Липсеры
- д. Малое Акулево
- д. Малое Камаево
- д. Нижние Магази
- д. Нижняя Ирх-Сирма  (Анаткасы)
- с. Акулево  (Новое Акулево, Успенское)
- д. Новые Синьялы  (ныне Синьял-Ирх-Сирмы)
- д. Оттекасы
- д. Первая Ураева-Магазь
- д. Передние Сятры
- д. Сеткасы
- д. Синьялы
- д. Среднее Алмандаево  (Ильчиккасы)
- д. Старое Акулево  (Типнеры)
- д. Сютпылых
- д. Таушкасы
- д. Тверинкино  (после 1917 года не значится — см. Типнеры)
- д. Тренькасы
- д. Ураево  (Челкасы)
- д. Хыркасы  (Яушево)
- д. Шиш-Кинер
- д. Шорчекасы
- д. Эзеккасы
- д. Ямбулатово

## Население
По переписи 1897 года в Акулевской волости в 44 селениях проживали 9749 человек обоего пола.